# Friedhof Speyer

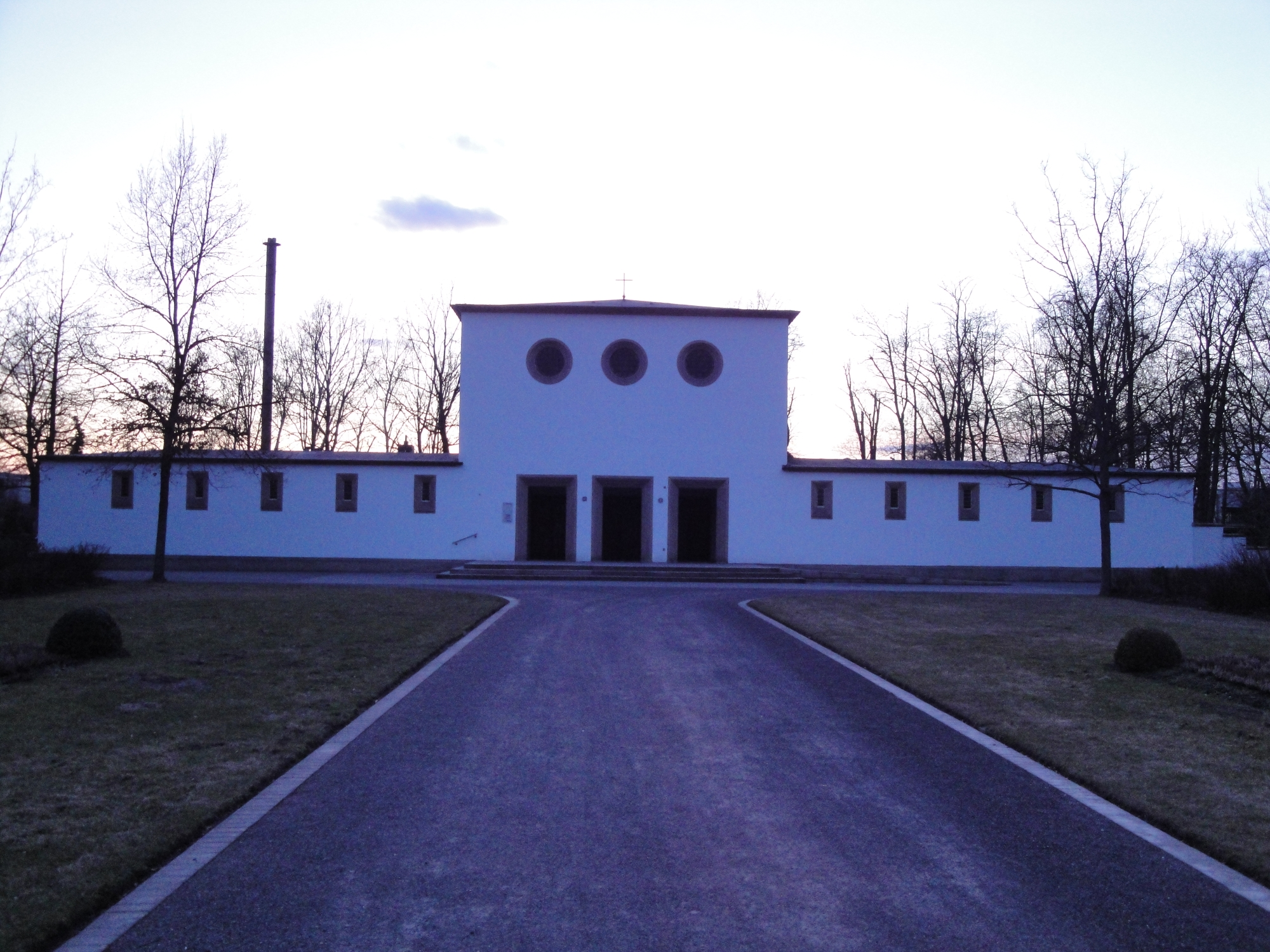
Trauerhalle/Kapelle/Leichenhalle des Friedhofes Speyer, ein Neubau von 1926

Der 1880 angelegte, heute ca. 17 Hektar große Friedhof Speyer liegt deutlich nördlich des historischen Siedlungsgebietes von Speyer, westlich der Wormser Landstraße, zwischen der heute erweiterten Kernstadt und dem in den 1930er-Jahren entstandenen Stadtteil Speyer-Nord.
Die ursprüngliche ummauerte Anlage zwischen Wormser Landstraße im Osten, Altem Postweg im Süden und Hertrichweg im Westen ist in Planquadrate geteilt und achsensymmetrisch angelegt. Ein Haupteingang an der Wormser Landstraße führt über einen geraden Weg vorbei an einem großen Friedhofskreuz von Gottfried Renn im Zentrum zur Trauerhalle/Kapelle mit Leichenhalle im Westen. Vom Grabkreuz im Zentrum führt je eine Hauptallee in südliche und nördliche Richtung.

## Vorgeschichte
Der Friedhof Speyer, heute der einzige aktive in Speyer, löste den zu klein gewordenen Alten Friedhof Speyer ab, der ebenfalls westlich der Wormser Landstraße aber unmittelbar nördlich der alten Stadtmauer am Hirschgraben lag. Dieser war von 1502 bis 1881 in Betrieb und wurde 1958 in den Adenauerpark umgewandelt. Westlich der Friedenskirche St. Bernhard im südwestlichen Bereich dieses Parks befinden sich aber noch um die gotische, ca. 1515 erbaute Kapelle Unserer Lieben Frau ein abgeschrankter Bereich mit zum Teil mittelalterlichen Domkapitularischen Gräbern, ein spätbarockes Friedhofskreuz von P.A. Linck von 1782 und zahlreiche Gräber bedeutender Speyerer Persönlichkeiten des 18. und 19. Jahrhunderts und seit 2017 dem Grab von Bundeskanzler Helmut Kohl. Aus den Übergangsjahrzehnten vom alten Friedhof zur großen neuen Anlage stammt noch die Bezeichnung Neuer Friedhof für den Friedhof Speyer.

## Erweiterungen
Der neue Friedhof wurde mehrfach achsensymmetrisch erweitert und übersprang schließlich die nördliche Mauer ganz. Dieser neue Bereich, inzwischen größer als der ältere Bereich, verläuft im Westen über den Hertrichweg hinaus entlang der Brunckstraße, hinter der sich westlich schon das Industriegebiet entlang der Bahnlinie anschließt, bis nördlich hinter die einreihige Wohn-/Gewerbebebauung entlang der Landwehrstraße bzw. westlich der Wormser Landstraße.

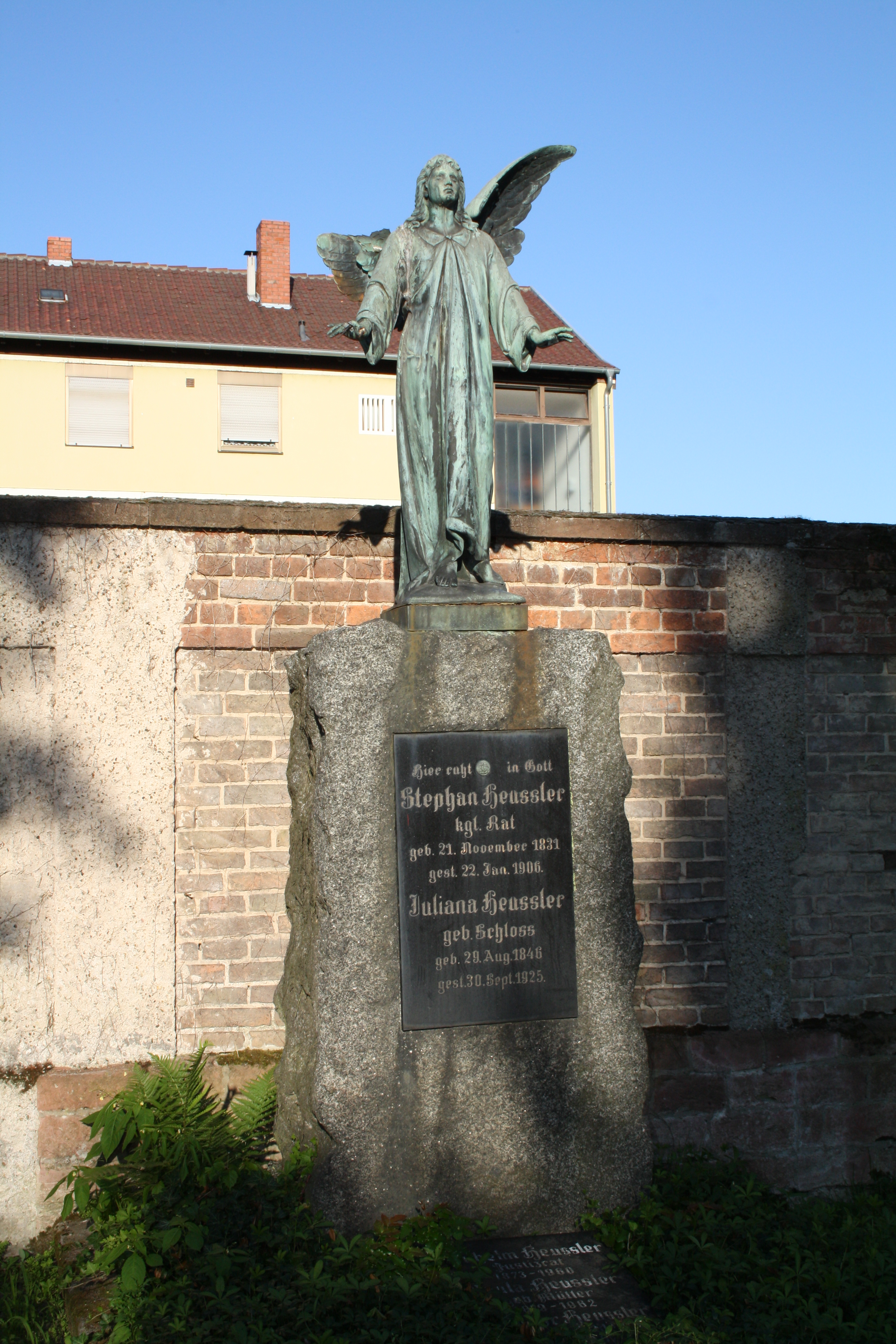
Grabmal des Stephan Heussler an der Friedhofsmauer zur Wormser Landstraße
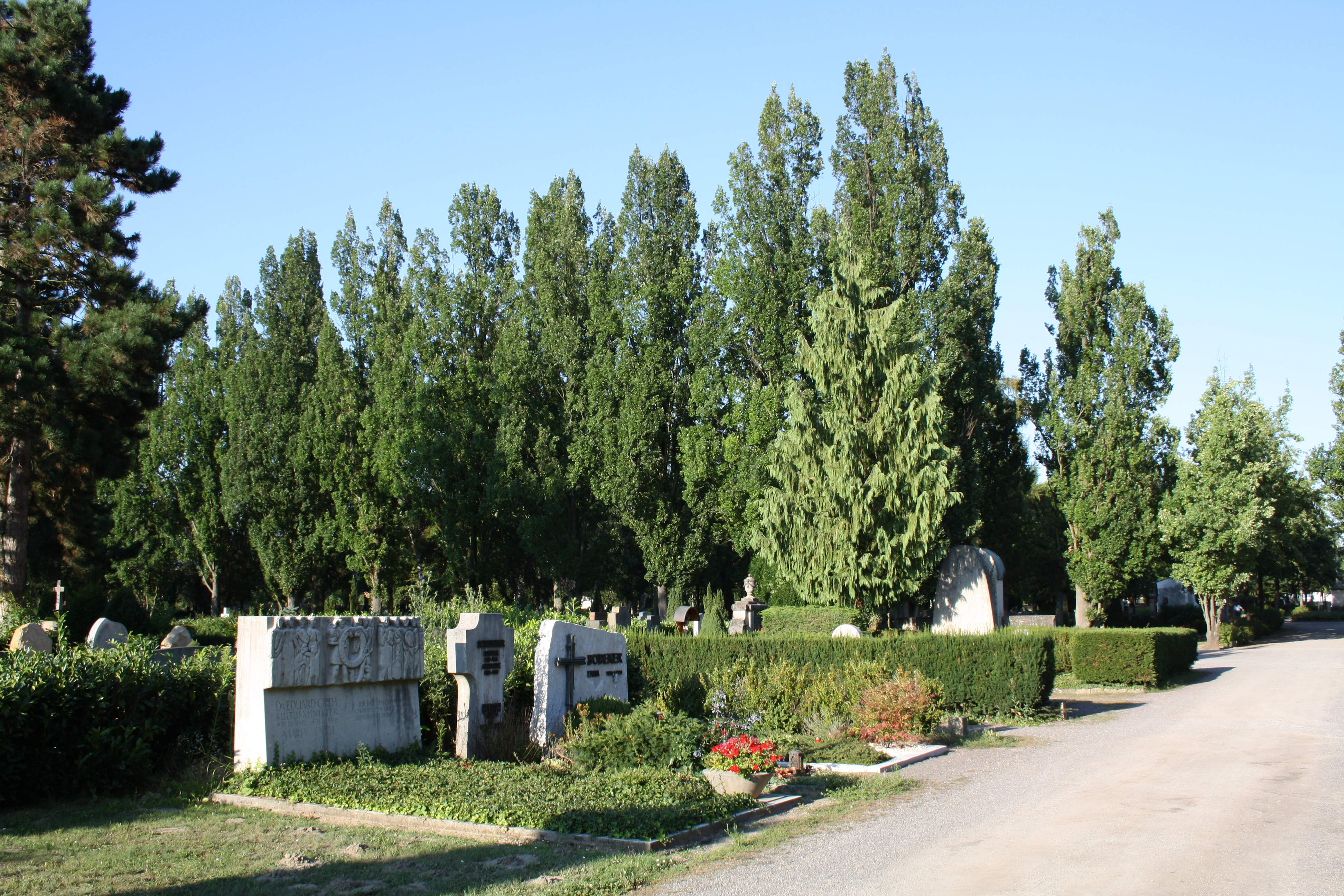
Allee nördlich des großen Friedhofskreuzes
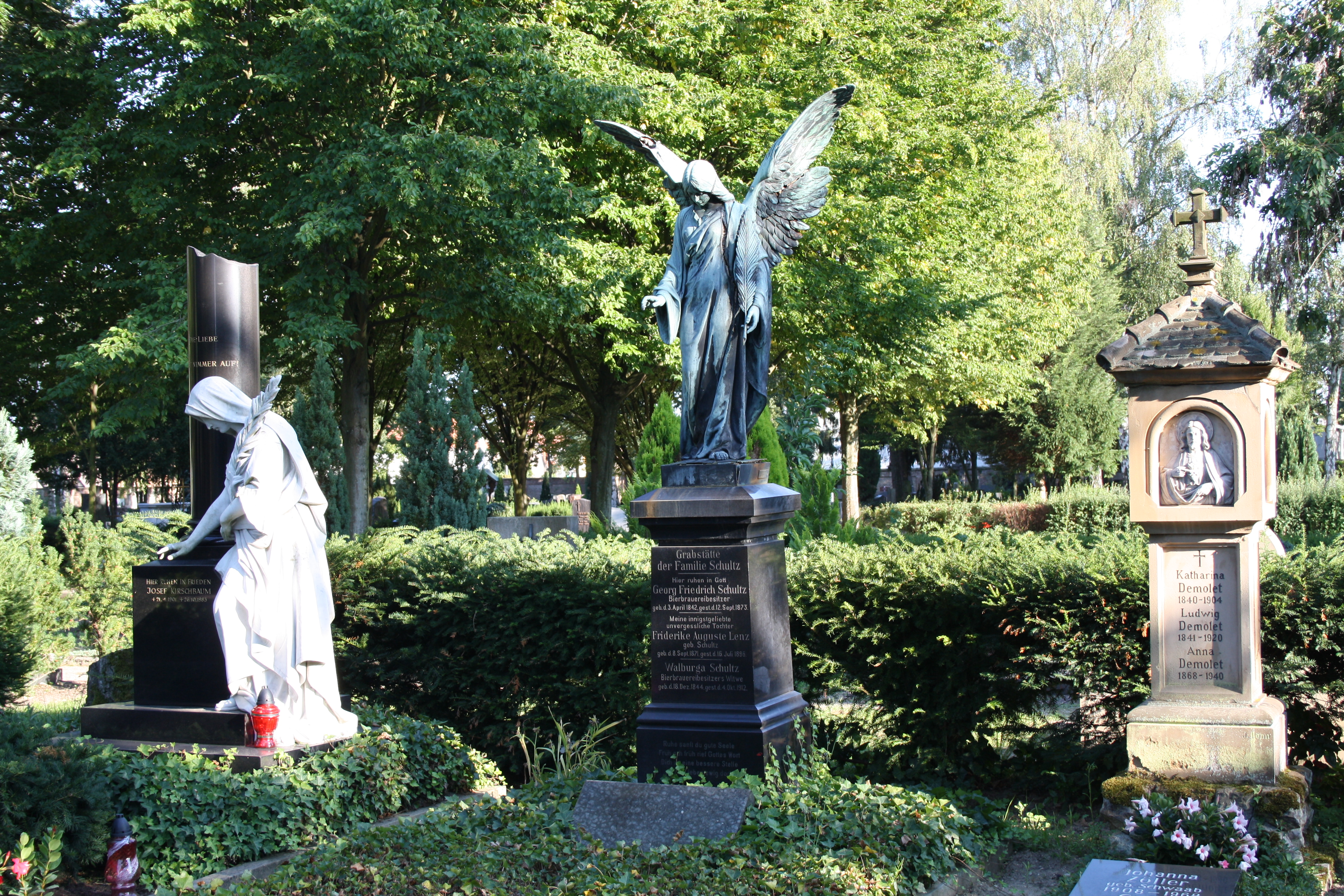
Gräber am Hauptweg von der Wormser Landstraße zum Friedhofskreuz und zur Trauerhalle

## DenkmalzoneNeuer Friedhof
Der ursprüngliche Bereich des Friedhofes im ummauerten Bereich wurde am 15. Dezember 1982 zur Denkmalzone erklärt. Schutzzweck der Denkmalzone ist die Erhaltung der historischen Struktur des Friedhofs, der Grabstätten mit den Grabmälern an ihrem originalen Platz, des großen Friedhofskreuzes sowie der Friedhofskapelle und Leichenhalle.

## Gedenkstätten und Ehrengräber, Ordensfriedhöfe
Auf dem Friedhof Speyer gibt es Ehrenfriedhöfe für deutsche Gefallene des Ersten Weltkrieges und des Zweiten Weltkrieges.
Der Ehrenfriedhof für die französische Soldaten, die im Ersten und Zweiten Weltkrieg gefallen sind, liegt im Bereich nördlich und östlich der Leichenhalle. Im Bereich des französischen Ehrenfriedhofes wurden und werden auch Angehörige der französischen Gemeinde Speyers beigesetzt.
Am Ende der südlich des zentralen Grabkreuzes verlaufenden Allee befindet sich auf einem aus Lavagestein gemauerten Postament ein Doppelkreuz für Franz Hellinger und Ferdinand Wiesmann, zwei Mitglieder eines Mordkommandos, die bei dem tödlichen Attentat auf die Separatistenführer der sogenannten Autonomen Pfalz am 9. Januar 1924 tödlich verwundet wurden. Der Gedenkstein trägt auf der Nordseite ihre Namen und Lebensdaten und auf der Südseite den Satz: Den Freiheitskämpfern des 9. Januar 1924.
Sonderbereiche stehen auch den in Speyer ansässigen katholischen Orden und den evangelischen Diakonissinnen zur Verfügung.
Neben der Ehrenanlage findet sich ein Gedenkstein für die Heimatvertriebenen.

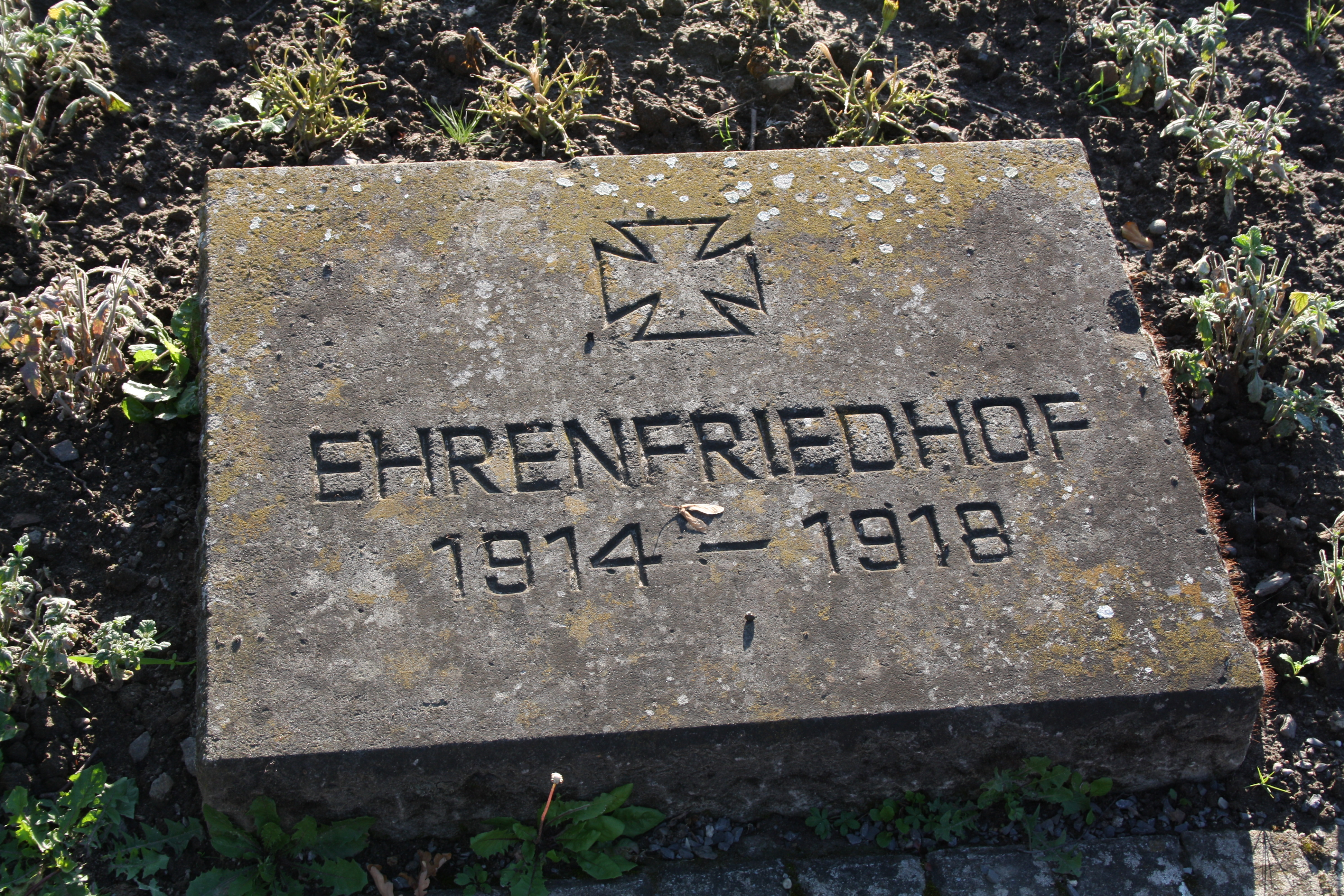
Inschrift Ehrenfriedhof 1914–1918
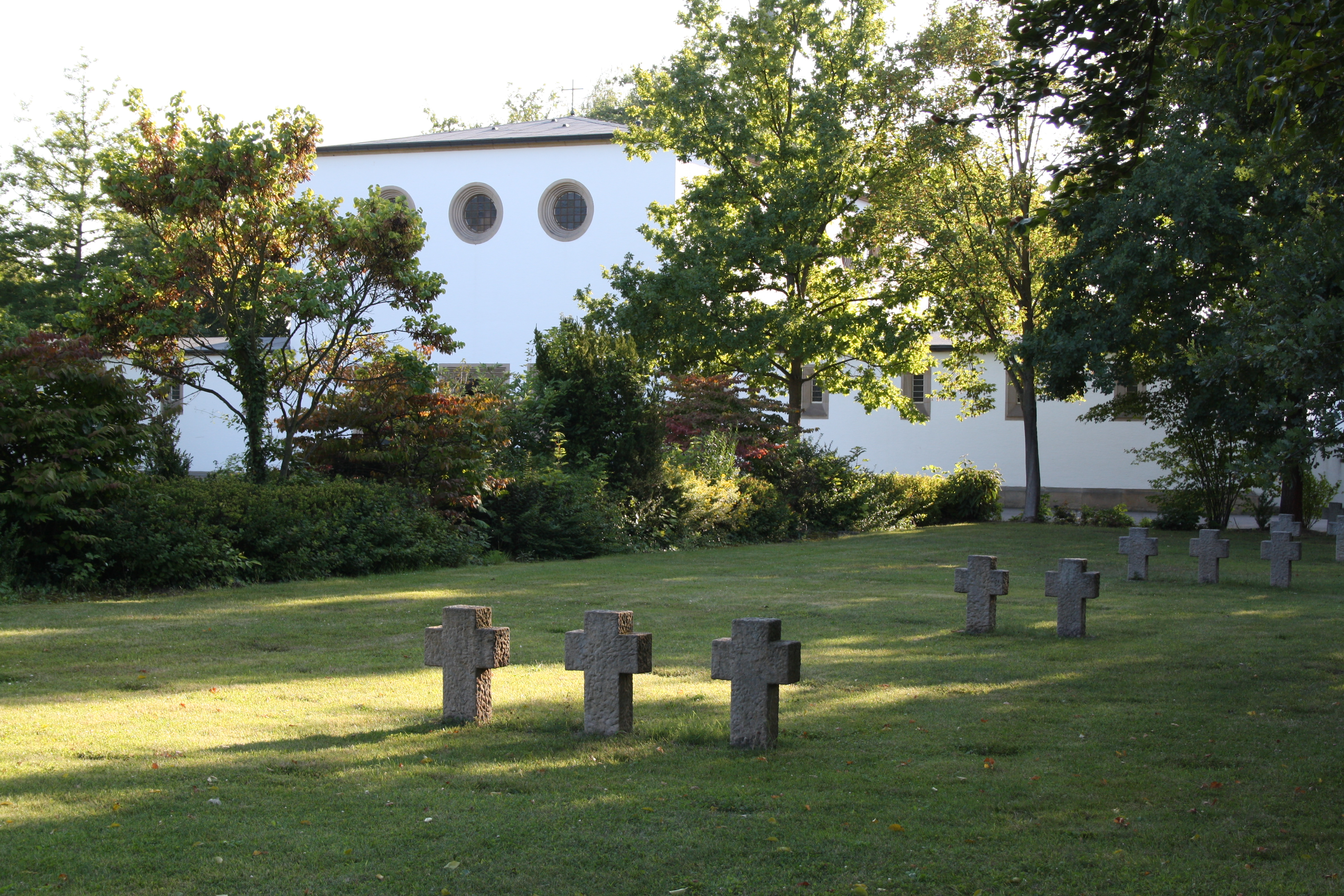
Ehrenfriedhof für die Toten des Ersten Weltkrieges vor der Trauerhalle
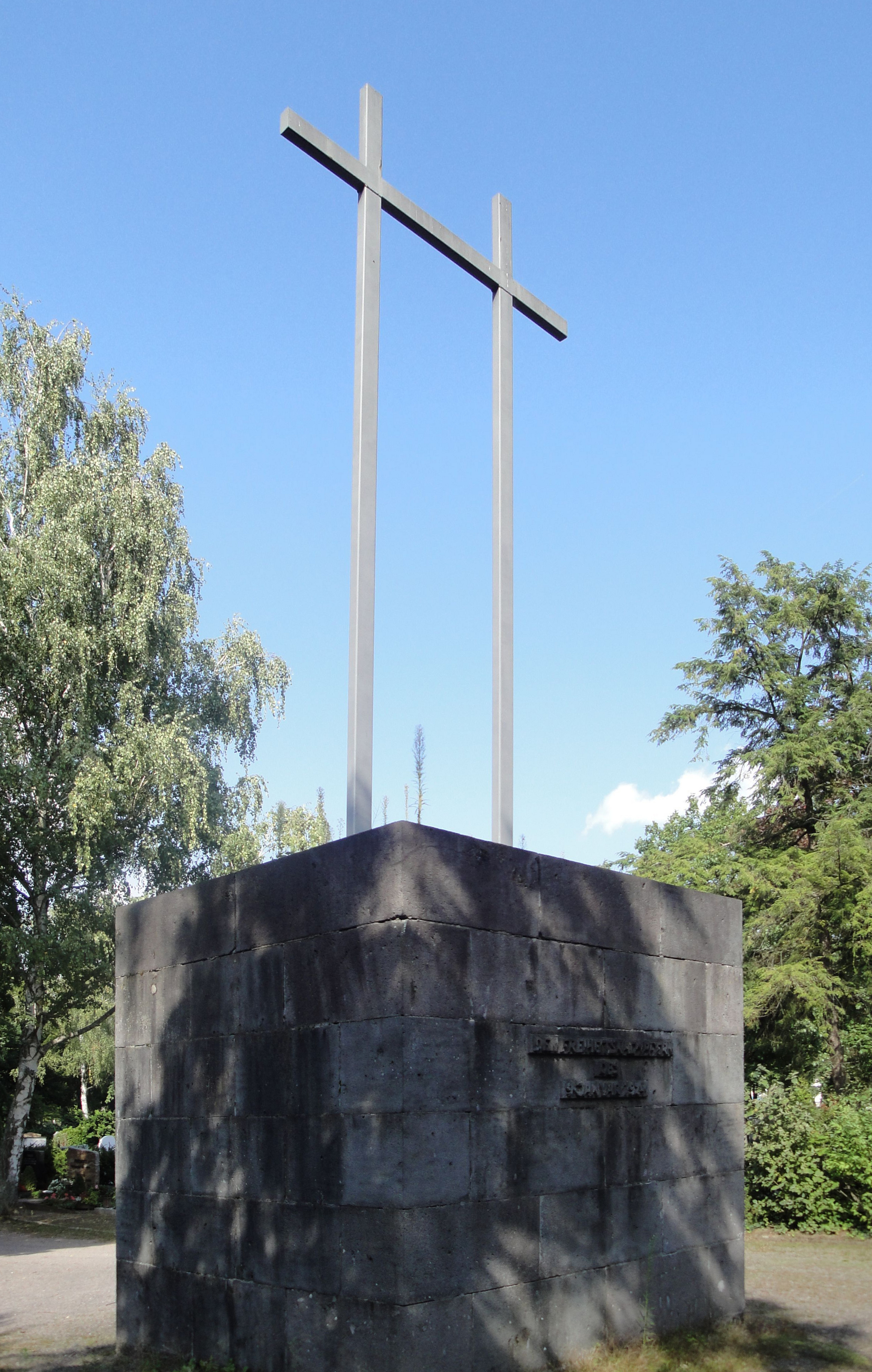
Denkmal Franz Hellinger und Ferdinand Wiesmann
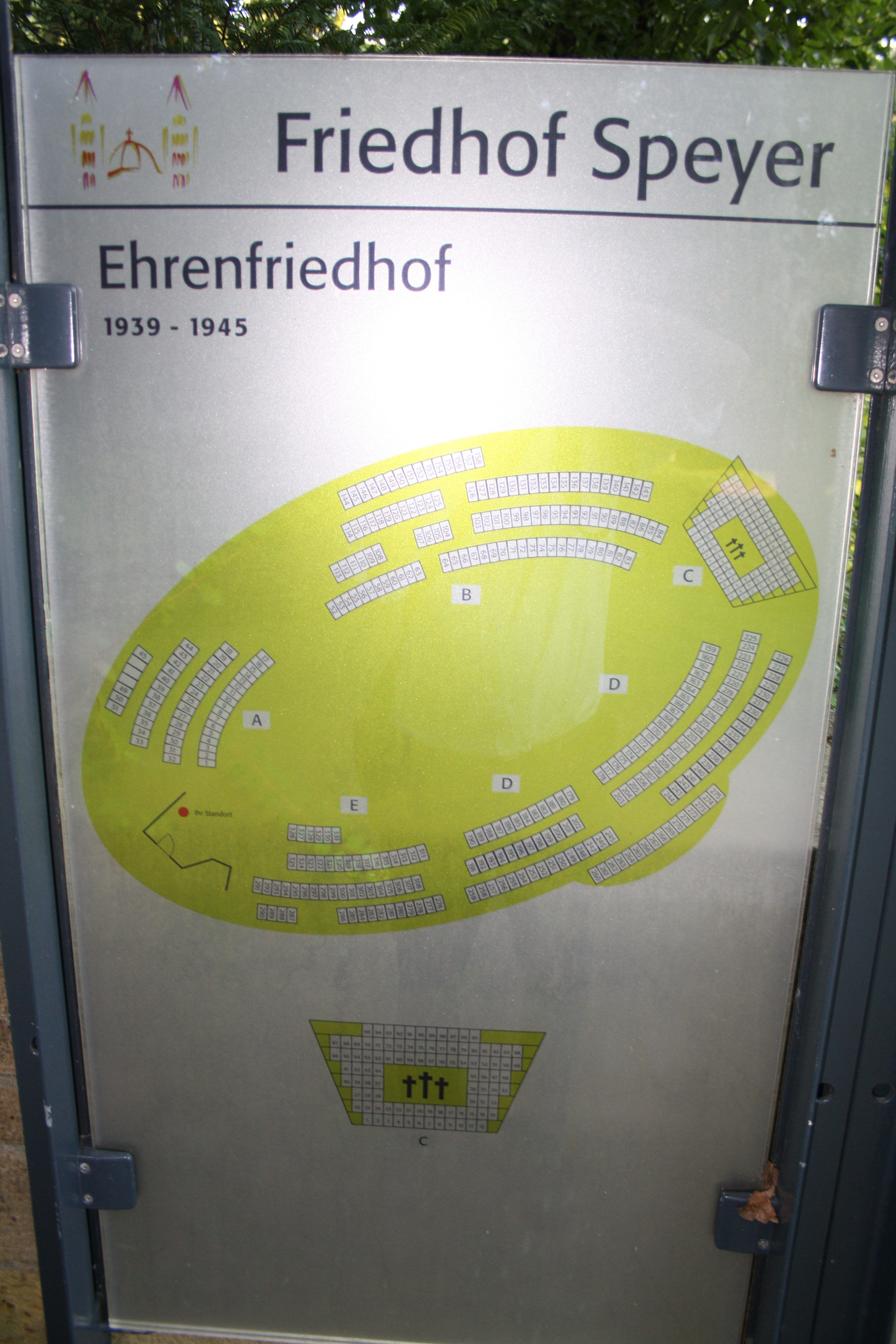
Plan des Ehrenfriedhofes für die Toten des Zweiten Weltkrieges
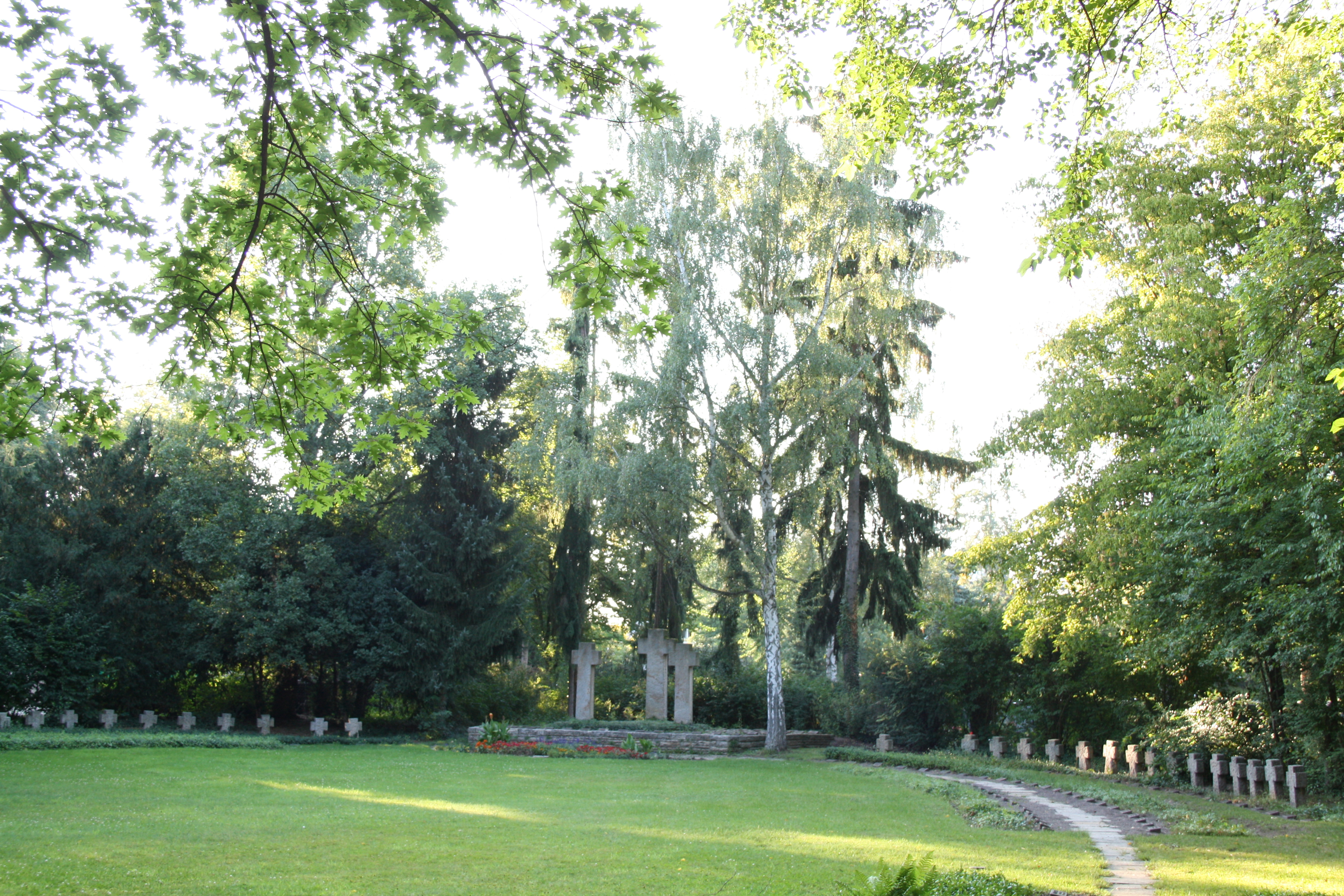
Blick auf den Mittelpunkt des Ehrenfriedhofes für die Toten des Zweiten Weltkrieges
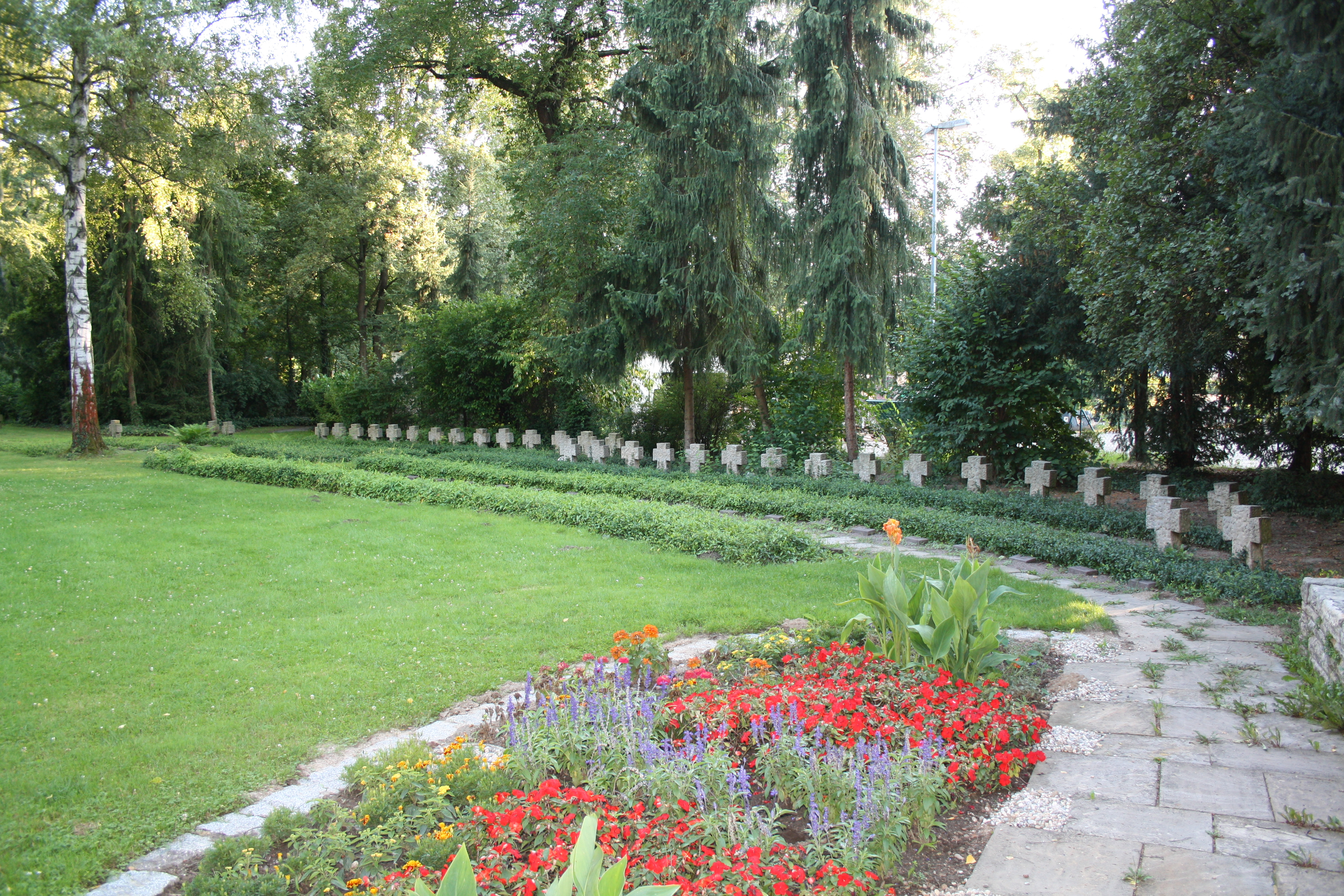
Detail, Ehrenfriedhof für die Toten des Zweiten Weltkrieges
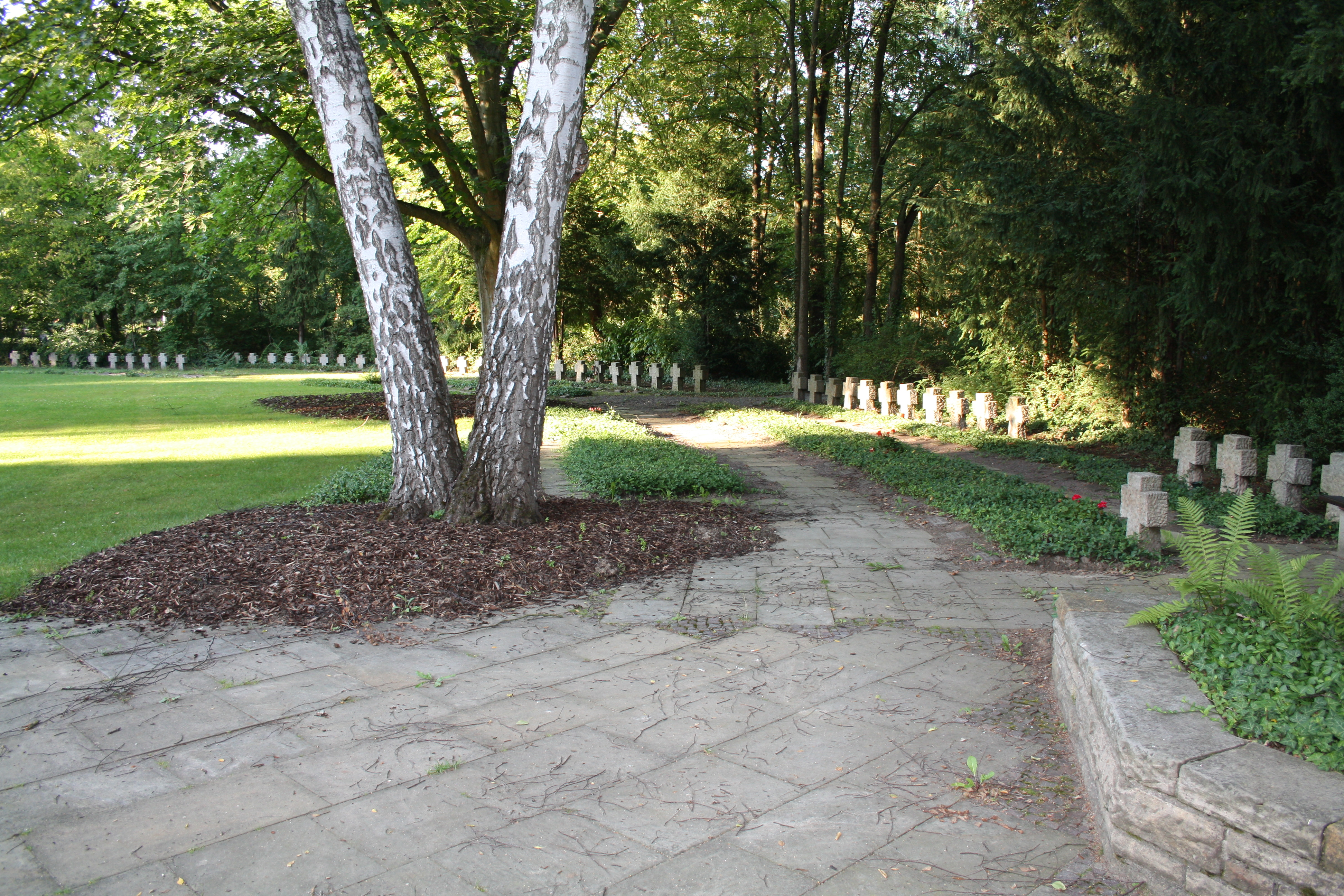
Detail, Ehrenfriedhof für die Toten des Zweiten Weltkrieges
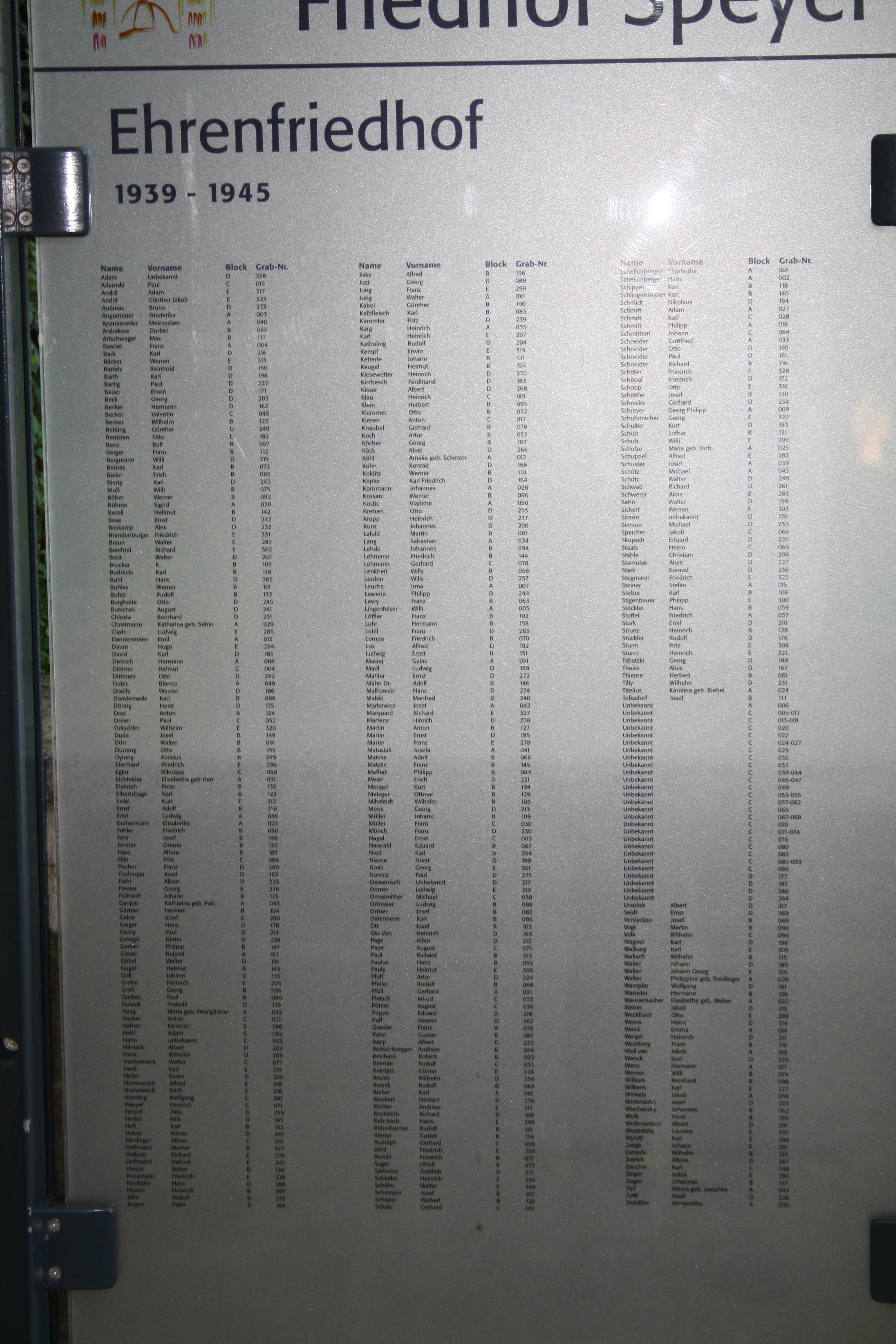
Liste der begrabenen deutschen Soldaten des Zweiten Weltkrieges
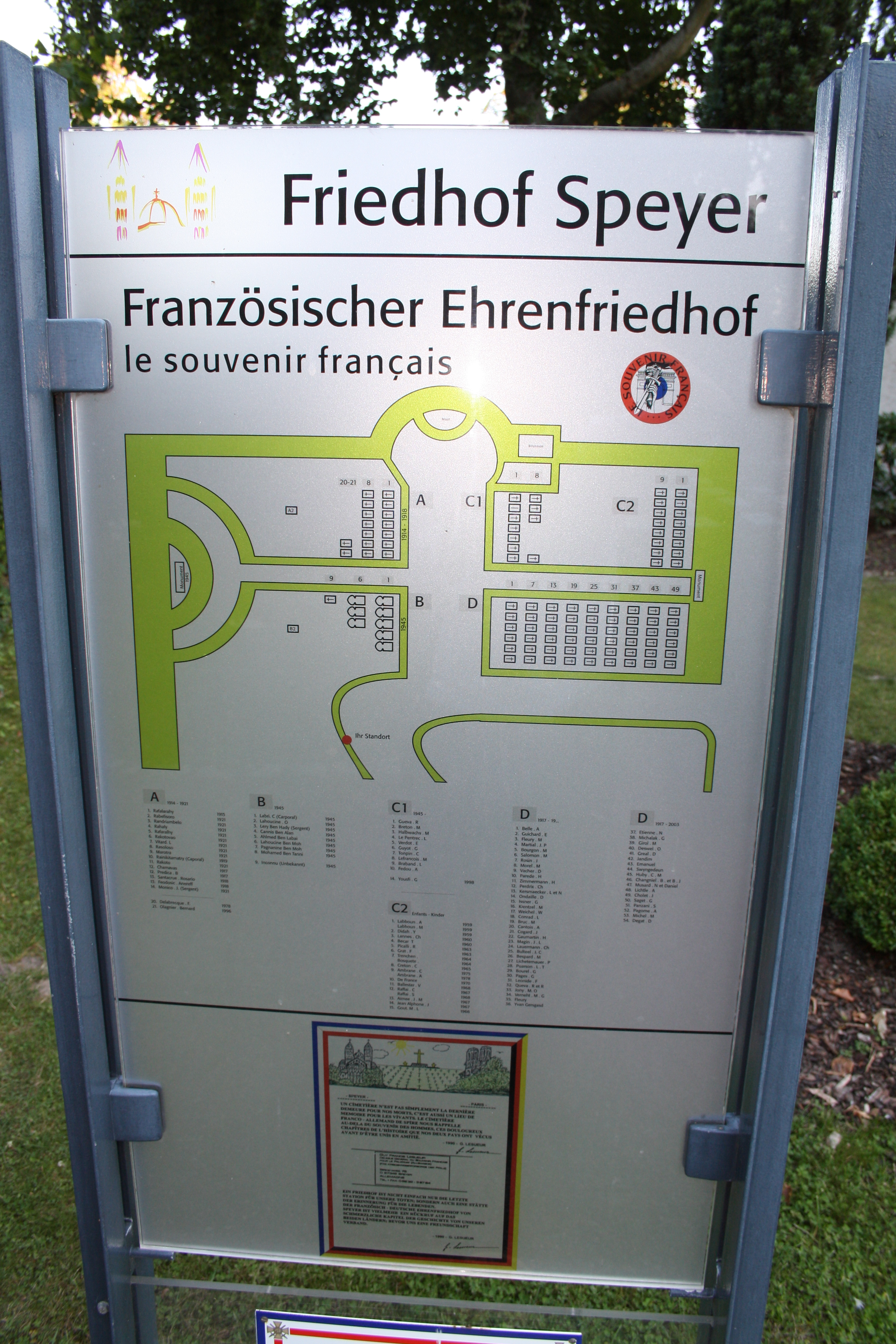
Plan des französischen Ehrenfriedhofes
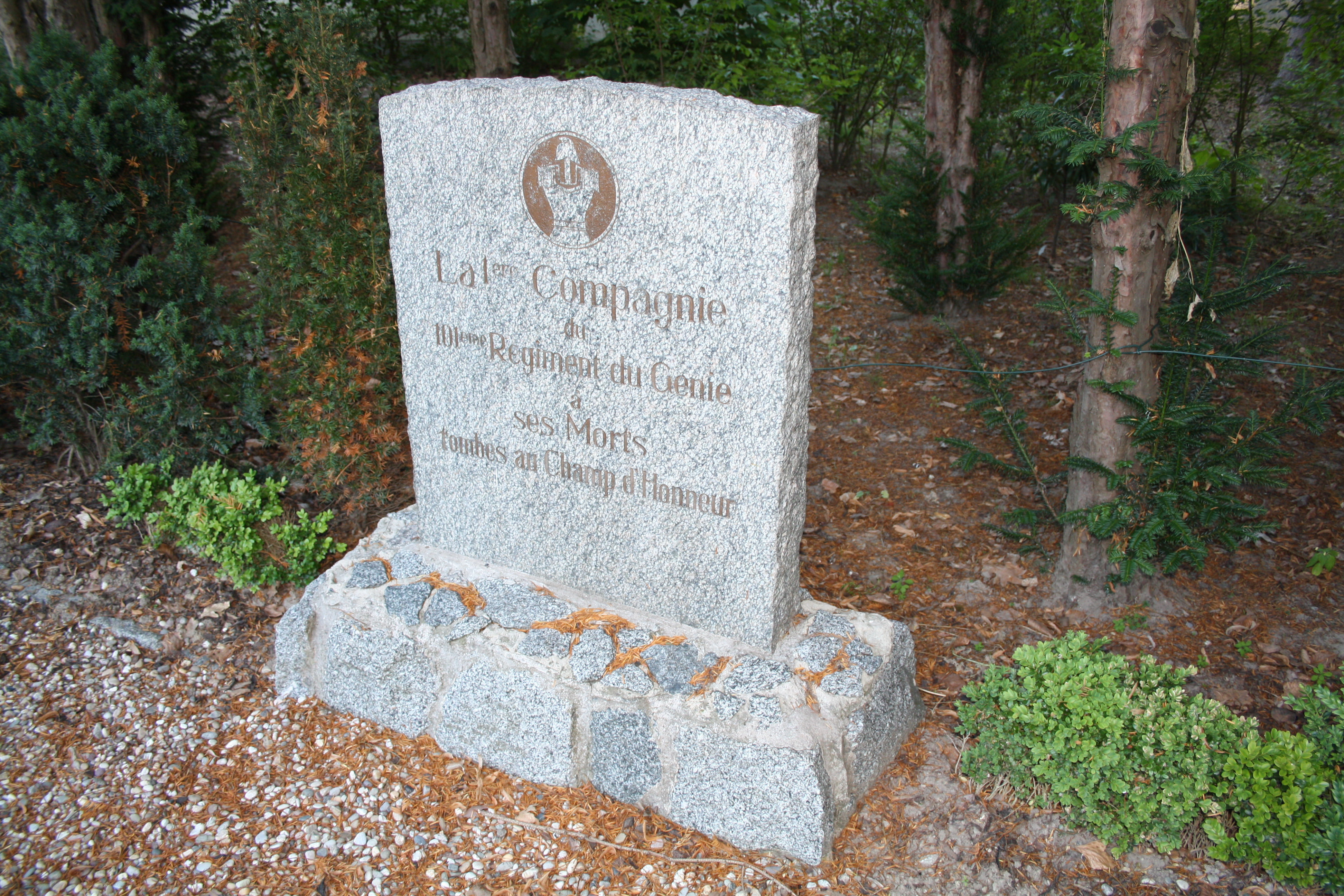
Gedenkstein auf dem französischen Ehrenfriedhof
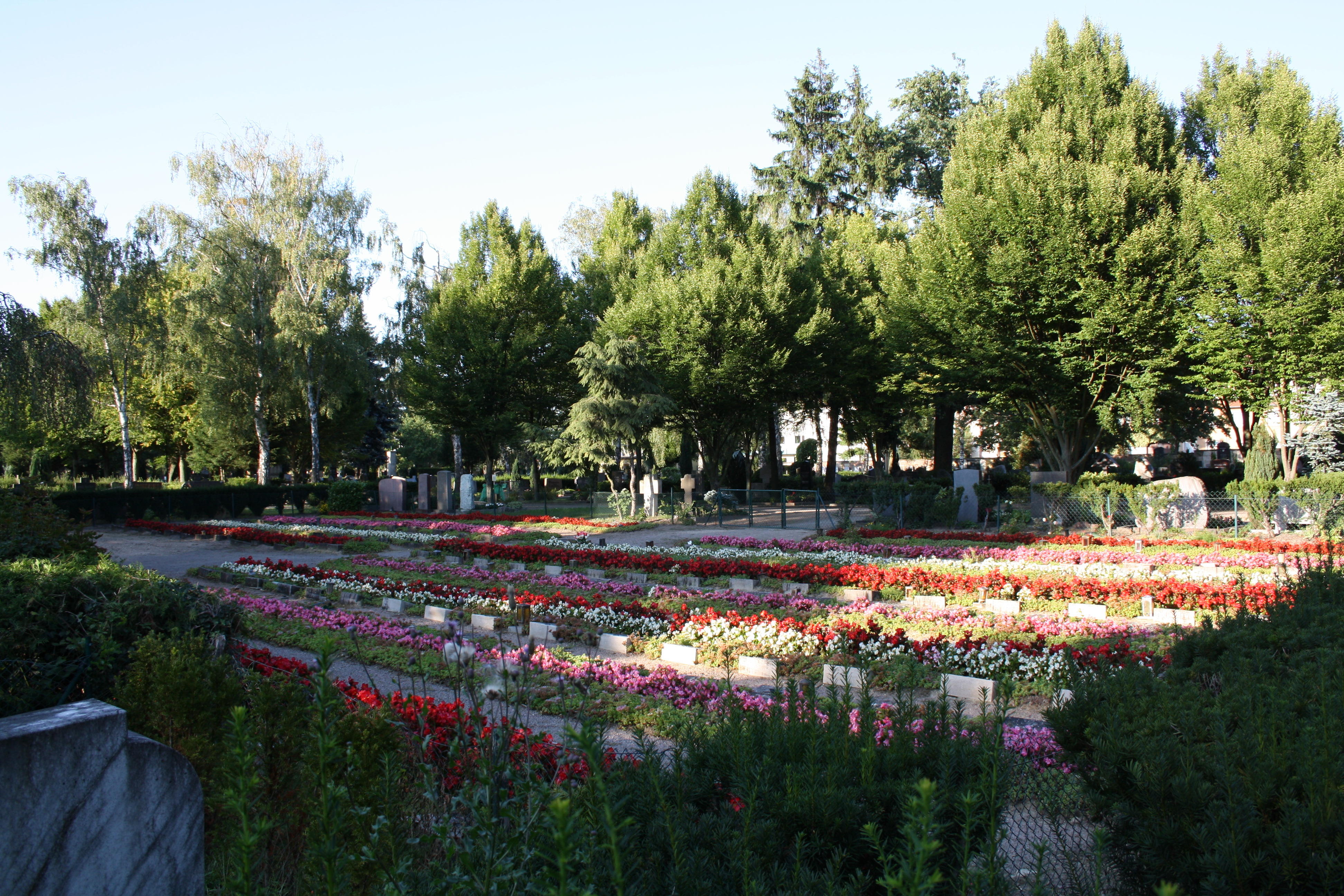
Ordensfriedhof
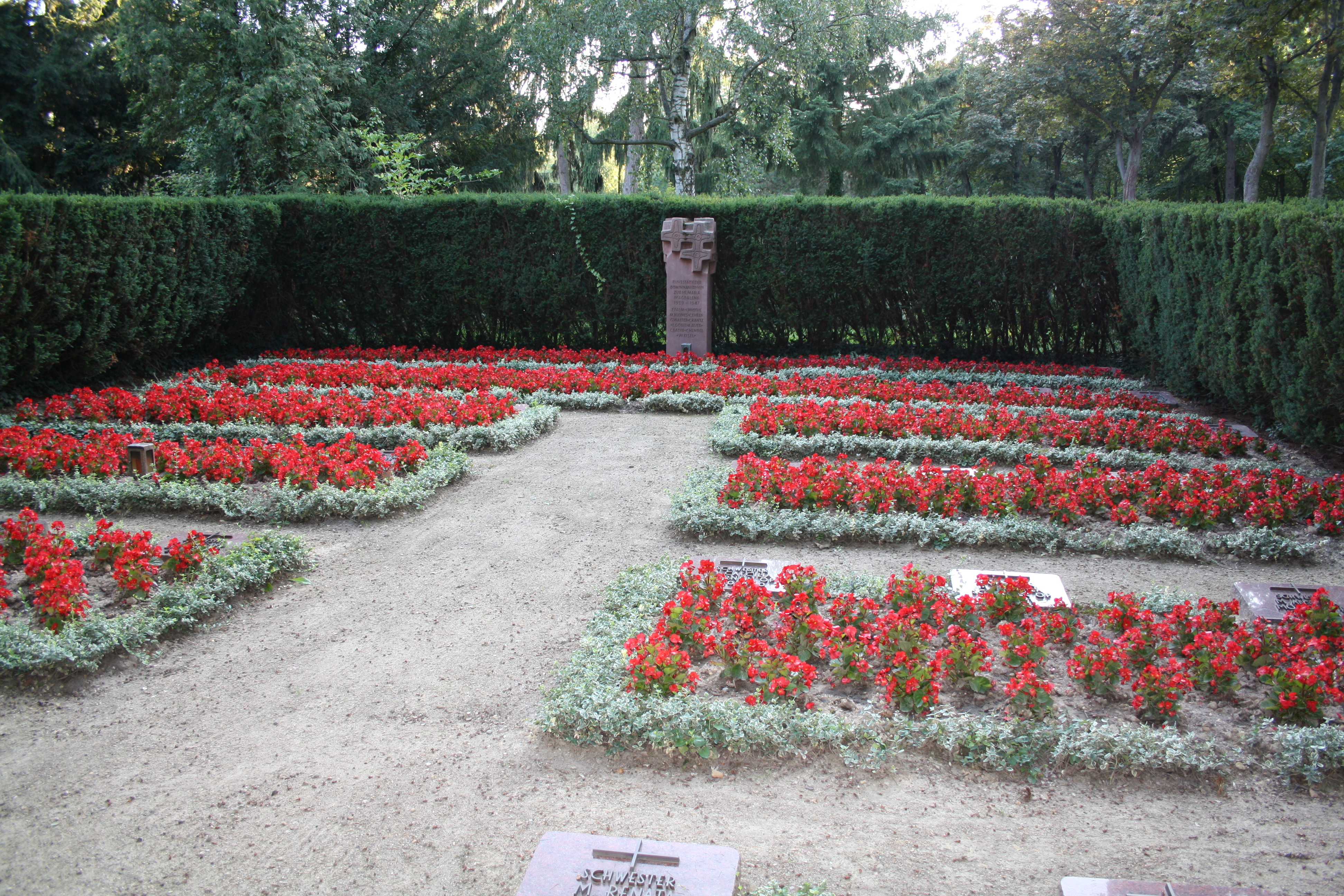
Ordensfriedhof
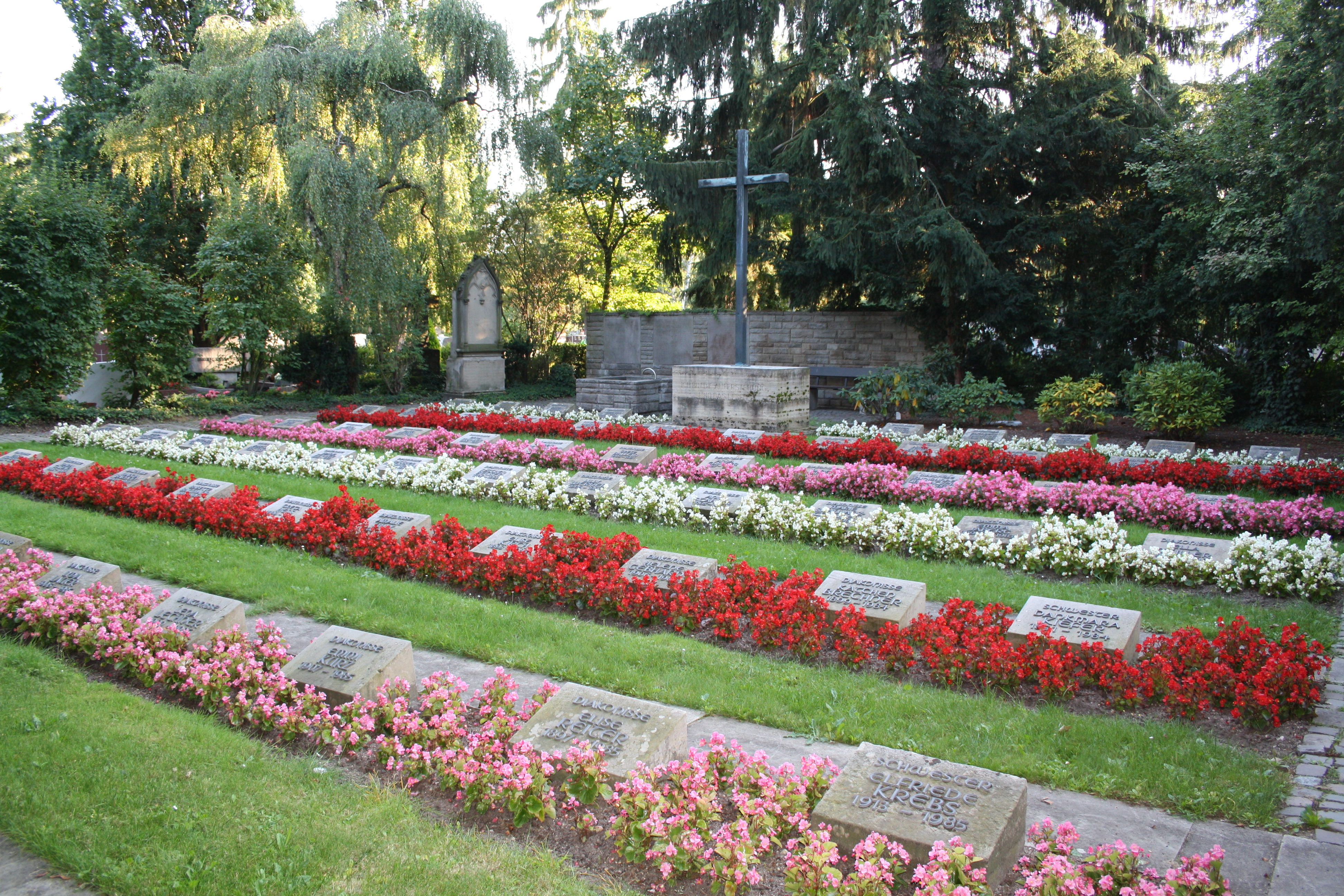
Ordensfriedhof

## Besondere Abteilungen

### Israelitischer Friedhof
Der jüdischen Gemeinde steht seit 1888 im südlichen Bereich eine eigene Abteilung zur Verfügung. Dieser Teil gilt rechtlich als eigener Friedhof, der von der jüdischen Gemeinde verwaltet wird und nur der Rechtsaufsicht, nicht der Verwaltung der Stadt Speyer unterliegt. Der Vorgänger dieses Friedhofes war der alte jüdische Friedhof im Bereich der Bahnhofstraße.

### BASF-Unglück 1924
Neben dem Gedenkstein für die Gefallenen des Angriffs auf die Separatisten wurden einige Ehrengräber für die Opfer des großen BASF-Unglücks von 1921 angelegt.

### Ruhestätte Kleines Leben
Nördlich der Trauerhalle wurde ein Gedenkort und eine Begräbnisplatz für während der Schwangerschaft verstorbene oder totgeborene Kinder eingerichtet, die Ruhestätte Kleines Leben. Veranlasst wurde diese Einrichtung vom Diakonissenkrankenhaus Speyer, in dem eine sehr große Geburtsstation und Kinderklinik betrieben wird.

## Nutzungsregeln und Gebühren
Die Regeln zur Nutzung des Friedhofes Speyer ergeben sich aus der Satzung für das Friedhofs- und Bestattungswesen der Stadt Speyer vom 31. Mai 2006. Die Kosten der Nutzung des Friedhofes werden festgelegt in der Gebührensatzung Friedhofsgebühren der Stadt Speyer, Satzung über die Erhebung vom 23. Februar 1989 i. d. F. vom 27. Juli 2007.

## Wandel der Bestattungsformen
Bis zum Beginn der 80er-Jahre waren über 90 % aller Bestattungen Sargbestattungen / Erdbestattungen. Die seit den 50er-Jahren angebotenen Feuerbestattungen / Urnenbeisetzungen lagen bis 1980 bei unter 10 %. Seit dieser Zeit setzte über 30 Jahre ein massiver Wandel ein. In den 2010er Jahren stehen 55 % Erdbestattungen, 45 % Urnenbeisetzungen gegenüber.

## Grabformen
Angeboten werden für diese Bestattungsformen traditionell Reihengräber und Wahlgräber mit Einfriedung und stehendem Grabstein.
- Reihengräber sind nur für eine Bestattung zugelassen und bestehen für 20 Jahre, was bei Urnenbestattungen auf 15 Jahre verkürzt werden kann. Eine Verlängerungsmöglichkeit besteht nicht.
- Bei Wahlgräbern/Pachtgräbern sind weitere Bestattungen zugelassen (abhängig von der Größe) und sie werden für 30 Jahre verpachtet. Die Pacht kann verlängert werden, so dass die Grabstätte über Jahrzehnte im Familienbesitz bleiben kann. Der Pächter erhält eine Graburkunde.

Der Anteil dieser traditionellen Bestattungsformen ging in der Zeit von Ende der 1980er Jahre bis Anfang der 2010er Jahre von über 70 % auf ca. 25 % zurück.
Für beide Bestattungsformen werden seit den 1980er Jahren auch Rasengräber angeboten, deren Pflege durch städtische Mitarbeiter im Voraus bezahlt wird. Diese Möglichkeit wurde zunächst von 10 % der Angehörigen genutzt, was sich in den 2010er Jahren auf 45 % ausdehnte. Die Stadt möchte zur Erhaltung des Parkcharakters die großen Rasen- und Freiflächen nicht weiter ausbauen. Die Pflege erwies sich auch wegen der Beregnungsleitungen als personal- und kostenintensiv.
Die starke Nachfrage nach Beisetzungen in regionalen Ruheforsten wie in Bad Dürkheim und Friedwäldern wie im benachbarten Dudenhofen zeigte nach Meinung der Friedhofsverwaltung ein Interesse an Bestattungen in der Natur und besonders Beisetzungen unter Bäumen. Die regionalen Alternativen sind aber für Angehörige mit öffentlichen Verkehrsmitteln schwer zu erreichen. Deshalb bietet der Friedhof Speyer weitere Bestattungsformen an, bzw. bereitet weitere vor:
- Baumbestattungen mit zersetzbaren Bio-Urnen unter Altbäumen, wie dem über 100-jährigen Urweltmammutbaum, und Neupflanzungen. Ein kleiner Grab- oder Gedenkstein darf aufgestellt werden. Der Bereich wird von Friedhofangestellten gepflegt.

Geplant:
- Baumhaingrab: Es handelt sich um Bio-Urnenbestattungen unter Baumgruppen am Wegesrand oder markanten Eckpunkten und Wegekreuzungen. Anders als bei den Baumbestattungen sind keine individuellen Grabkennzeichnungen und damit kein Grabschmuck möglich. Es soll ein gemeinsamer Gedenkstein angeboten werden.
- Urnengemeinschaftsgrab: Urnen werden in bestehenden Gräbern, vor allem historischen, zum Teil denkmalgeschützten Gräbern, beigesetzt, ergänzt mit einem kleinen Gemeinschaftsgrabstein, aber ohne individuellen Grabschmuck.
- Gartengrabfeld: In den Abteilungen 64 und 65 wird eine Gartenlandschaft von 8000 m² mit einem kleinen Bachlauf angelegt. Im Randbereich sind Erdbestattungen, ansonsten Urnenbestattungen zulässig, für die kleine Gemeinschaftsgedenksteine für mehrere Grabstätten geplant sind.[13]

### Amtliches, Rechtsverhältnisse
- Satzung für das Friedhofs- und Bestattungswesen der Stadt Speyer vom 21. Dezember 2012 in der Sammlung des Ortsrechts der Stadt Speyer PDF-Datei
- Satzung über die Erhebung der Friedhofsgebühren der Stadt Speyer vom 21. Dezember 2012 in der Sammlung des Ortsrechts der Stadt Speyer PDF-Datei
- Rechtsverordnung Denkmalschutzzone Neuer Friedhof in der Ortsrechtssammlung von Speyer (PDF; 327 kB)

### Jüdischer Friedhof
- Informationen zum jüdischen Friedhof innerhalb des Friedhofes Speyer und weiteren historischen jüdischen Friedhöfen mit zahlreichen Bildern und zwei Videos
- Gräberliste jüdischer Friedhof auf speyermemo.de
- Belegungspläne Jüdischer Friedhof Speyer auf speyermemo.de
- Bilder vom Jüdischen Friedhof Speyer von Bernhard Kukatzki auf speyermemo.de (abgerufen am 24. Juli 2017)

### Soldaten- und Ehrenfriedhöfe
- Seite zum deutschen Ehrenfriedhof mit Namensliste Erster Weltkrieg von F. Pfadt
- Seite zum deutschen Ehrenfriedhof mit Namensliste Zweiter Weltkrieg von F. Pfadt
- Seite zum französischen Ehrenfriedhof mit Liste der beerdigten Soldaten von F. Pfadt
- Ehrenfriedhof Freiheitskämpfer 9. Januar 1924 von F. Pfadt